# Más (Nelly Furtado)
Más è un brano musicale cantato da Nelly Furtado, pubblicato il 21 luglio 2009 come promo e messo in commercio il 18 dicembre dello stesso anno, nella sola Germania, come secondo singolo tratto dal quarto album della cantante, Mi plan.
La canzone è interpretata interamente in lingua spagnola. Nelly Furtado ha inciso una versione in lingua italiana del brano, resa disponibile nell'airplay italiano a partire dal 10 gennaio 2010.

## Classifiche
| Classifica (2010) | Posizione massima |
| ----------------- | ----------------- |
| Cile              | 30                |